# Enrique Iglesias/Auszeichnungen für Musikverkäufe

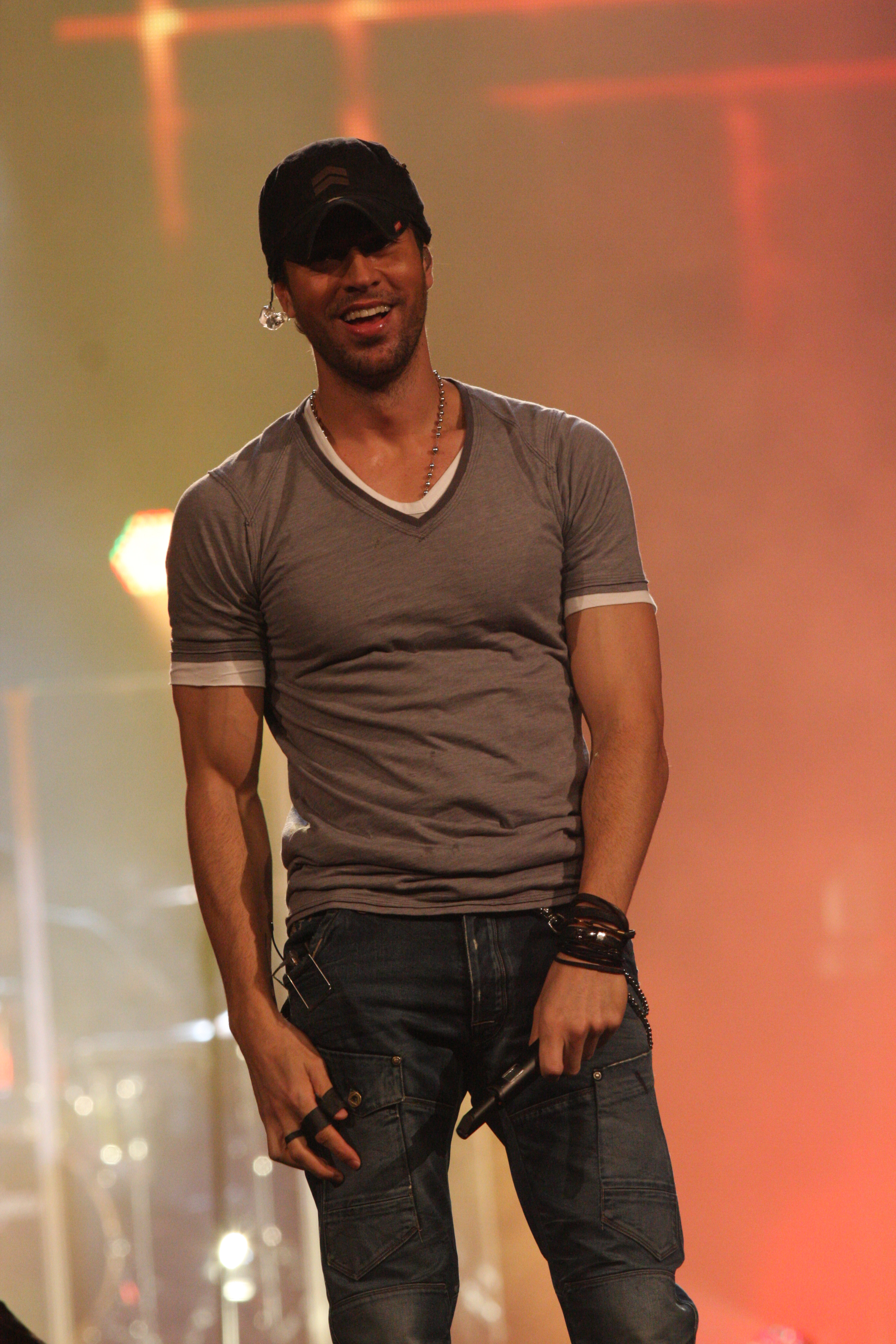
Enrique Iglesias (2011)

Dies ist eine Übersicht über die Auszeichnungen für Musikverkäufe spanischen Popmusikers Enrique Iglesias. Die Auszeichnungen finden sich nach ihrer Art (Gold, Platin usw.), nach Staaten getrennt in chronologischer Reihenfolge, geordnet sowie nach den Tonträgern selbst, ebenfalls in chronologischer Reihenfolge, getrennt nach Medium (Alben, Singles usw.), wieder.

## Auszeichnungen
| - Frankreich - 1999: für die Single Bailamos - 2000: für die Single Could I Have This Kiss Forever - Vereinigtes Königreich - 2013: für die Single Takin’ Back My Love - 2014: für die Single I’m a Freak - 2016: für die Single Heartbeat - 2022: für die Single El perdón - 2022: für das Album Sex and Love - 2023: für die Single Duele el Corazón - Argentinien - 2003: für das Album Quizás - 2008: für das Album Enrique Iglesias: 95/08 Éxitos - 2014: für das Album Sex and Love - Australien - 1999: für die Single Bailamos - 2001: für die Single Could I Have This Kiss Forever - 2002: für die Single Don’t Turn Off the Lights - 2004: für die Single Not In Love - 2010: für das Album Euphoria - 2011: für die Single I Like How It Feels - Belgien - 1996: für die Single Si tú te vas - 1999: für die Single Bailamos - 2000: für die Single Could I Have This Kiss Forever - 2001: für die Single Hero - 2002: für das Album Escape - 2008: für die Single Tired of Being Sorry - 2009: für das Album Greatest Hits - 2011: für die Single I Like It - 2012: für die Autorenbeteiligung Dance Again (Jennifer Lopez) - Brasilien - 1997: für das Album Enrique Iglesias - 1997: für das Album Vivir - 2016: für das Album Sex and Love - 2024: für die Single Finally Found You - 2024: für die Single Cuando me enamoro - 2024: für die Single I Like It - 2024: für das Album Euphoria - Dänemark - 2002: für das Album Escape - 2007: für die Single Do You Know? (The Ping Pong Song) - 2009: für die Single Takin’ Back My Love - 2010: für die Single I Like It - 2011: für die Single Heartbeat - 2011: für die Single Tonight (I’m Lovin’ You) - 2012: für die Autorenbeteiligung Dance Again (Jennifer Lopez) - 2016: für das Album Euphoria - 2017: für die Single El perdón - 2019: für die Single Duele el Corazón - Deutschland - 2000: für die Single Could I Have This Kiss Forever - 2001: für die Single Hero - 2016: für die Single Duele el Corazón - 2017: für die Single Bailando - 2018: für die Single Do You Know? (The Ping Pong Song) - 2018: für die Single I Like It - 2018: für die Single Tonight (I’m Lovin’ You) - Frankreich - 2000: für das Album Enrique - 2008: für die Single Tired of Being Sorry - 2009: für das Album Greatest Hits - 2010: für das Album Euphoria - 2015: für die Single El perdón - Finnland - 2012: für die Autorenbeteiligung Dance Again (Jennifer Lopez) - Griechenland - 2002: für das Album Escape - Italien - 2010: für die Single I Like It - 2010: für die Single Heartbeat - 2015: für die Single Noche y de día - 2016: für das Album Sex and Love - 2018: für die Single El Baño - Kanada - 2012: für das Album Euphoria - 2021: für die Single El Baño - 2021: für die Single Move to Miami - 2021: für das Album Final (Vol. 1) - Kolumbien - 2003: für das Album Quizás - Mexiko - 1999: für das Album Enrique Iglesias - 2001: für das Album Escape - 2008: für das Album Enrique Iglesias: 95/08 Éxitos - 2014: für die Single I Like How It Feels - 2014: für die Single I’m a Freak - 2022: für die Single Move to Miami - 2023: für die Single Me pasé - 2023: für die Single Súbeme la radio - 2024: für die Single El perdón - Neuseeland - 2000: für die Single Bailamos - 2000: für die Single Rhythm Divine - 2000: für die Single Could I Have This Kiss Forever - 2015: für die Single I Like How It Feels - 2019: für das Album Euphoria - 2023: für die Single Escape - Niederlande - 2002: für die Single Hero - 2007: für das Album Insomniac - 2009: für das Album Greatest Hits - Norwegen - 1999: für das Album Enrique - 1999: für die Single Bailamos - 2002: für das Album Escape - Österreich - 2000: für das Album Enrique - 2001: für die Single Hero - 2002: für das Album Escape - 2011: für die Single I Like It - 2011: für die Single Tonight (I’m Lovin’ You) - 2013: für die Autorenbeteiligung Dance Again (Jennifer Lopez) - 2015: für das Album Sex and Love - 2016: für die Single El perdón - 2016: für die Single Duele el Corazón - Polen - 2003: für das Album Escape - 2007: für das Album Insomniac - 2011: für das Album Euphoria - 2023: für die Single Me pasé - Portugal - 2019: für die Single Bailando - Russland - 2003: für das Album 7 - 2010: für das Album Euphoria - 2011: für die Single Bailamos - Schweden - 2000: für die Single Be With You - 2003: für das Album Escape - 2011: für die Single Tonight (I’m Lovin’ You) - Schweiz - 2000: für die Single Could I Have This Kiss Forever - 2003: für das Album 7 - 2005: für die Autorenbeteiligung First Day Of My Life (Melanie C) - 2010: für die Single I Like It - 2017: für die Single Don’t You Need Somebody - 2018: für die Single El Baño - Singapur - 2019: für das Album Euphoria - 2021: für das Album Sex and Love - Spanien - 1999: für die Single Bailamos - 2003: für das Album 7 - 2011: für die Single Tonight (I’m Lovin’ You) - 2011: für das Album Euphoria - 2012: für die Autorenbeteiligung Dance Again (Jennifer Lopez) - 2024: für die Single Me pasé - 2024: für die Single Hero - 2024: für die Single El Perdedor - 2024: für die Single Fría (Remix) - Südafrika - 2002: für die Single Escape - Ungarn - 2000: für das Album Enrique - Vereinigte Staaten - 1999: für das Album Cosas del Amor - 1999: für das Album Bailamos: Greatest Hits - 2001: für das Album Best Hits - 2002: für das Album Quizás (Standard) - 2011: für die Single Dirty Dancer - 2013: für die Single Finally Found You - 2017: für die Single Messin’ Around - 2024: für das Album Final (Vol. 2) (Latin) - Vereinigtes Königreich - 2003: für das Album 7 - 2007: für das Album Insomniac - 2013: für das Album Euphoria - 2013: für das Album Enrique - 2022: für die Single Tonight (I’m Lovin’ You) - 2022: für die Single Do You Know? (The Ping Pong Song) - 2022: für die Single Escape - 2024: für die Single Bailamos | - Argentinien - 2001: für das Album Escape - Australien - 2000: für das Album Enrique - 2002: für die Single Escape - 2004: für das Album 7 - 2011: für die Single Dirty Dancer - 2012: für die Autorenbeteiligung Dance Again (Jennifer Lopez) - Belgien - 2016: für die Single El perdón - 2016: für die Single Bailando - 2016: für die Single Duele el Corazón - 2017: für die Single Súbeme la radio - Brasilien - 2024: für die Single El Perdedor - Chile - 2011: für das Album Euphoria - Dänemark - 2020: für die Single Súbeme la radio - 2023: für die Single Bailando - 2024: für die Single Hero - Deutschland - 2000: für das Album Enrique - 2002: für das Album Escape - 2006: für die Autorenbeteiligung First Day Of My Life (Melanie C) - 2017: für die Single Súbeme la radio - 2023: für die Autorenbeteiligung Dance Again (Jennifer Lopez) - Europa - 2011: für das Album Greatest Hits - GCC - 2010: für das Album Greatest Hits - Indien - 2014: für das Album Sex and Love - Irland - 2007: für das Album Insomniac - Italien - 2000: für das Album Enrique - 2012: für die Autorenbeteiligung Dance Again (Jennifer Lopez) - Kanada - 2004: für das Album 7 - 2012: für die Single Dirty Dancer - 2012: für die Single I Like How It Feels - 2012: für die Autorenbeteiligung Dance Again (Jennifer Lopez) - 2021: für die Single Duele el Corazón - Kolumbien - 2014: für das Album Sex and Love - Mexiko - 2001: für das Album Cosas del Amor - 2010: für das Album Euphoria - 2016: für die Single El Perdedor - 2023: für das Album Final (Vol. 1) - Neuseeland - 2002: für das Album Escape - 2010: für die Single I Like It - 2011: für die Single Tonight (I’m Lovin’ You) - 2016: für die Single Heartbeat - 2021: für die Single Hero - 2024: für die Single Bailando - Niederlande - 2002: für das Album Escape - 2015: für die Single El perdón - Norwegen - 2002: für die Single Hero - 2018: für die Single Súbeme la radio - Österreich - 2022: für die Single Súbeme la radio - Polen - 2015: für das Album Sex and Love - 2019: für die Single El Baño - 2021: für das Album Final (Vol. 1) - Portugal - 1996: für das Album Enrique Iglesias - 2017: für die Single Súbeme la radio - 2019: für die Single Duele el Corazón - Russland - 2008: für das Album Enrique Iglesias: 95/08 Éxitos - Schweden - 1999: für die Single Bailamos - 2000: für die Single Could I Have This Kiss Forever - 2001: für die Single Hero - 2008: für die Single Do You Know? (The Ping Pong Song) - 2013: für die Autorenbeteiligung Dance Again (Jennifer Lopez) - 2014: für die Single Bailando - Schweiz - 2000: für das Album Enrique - 2001: für die Single Hero - 2014: für die Single Bailando - Spanien - 1999: für das Album Cosas del amor - 2002: für das Album Escape - 2002: für das Album Quizás - 2010: für die Single I Like It - 2013: für das Streaming Loco - 2014: für das Album Sex and Love - 2014: für das Streaming Noche y de día - 2024: für die Single Fútbol y Rumba - Taiwan - 1997: für das Album Vivir - Vereinigte Staaten - 1996: für das Album Enrique Iglesias - 1997: für das Album Vivir - 2000: für das Album Enrique - 2012: für die Autorenbeteiligung Dance Again (Jennifer Lopez) - 2019: für die Single Nos Fuimos Lejos (Latin) - Vereinigtes Königreich - 2021: für die Single Súbeme la radio - 2023: für die Single I Like It - 2024: für die Single Bailando - Deutschland - 2022: für die Single El perdón - Argentinien - 2000: für das Album Enrique - Australien - 2002: für die Single Hero - 2011: für die Single Heartbeat - 2011: für die Single Tonight (I’m Lovin’ You) - Europa - 2002: für das Album Enrique - 2002: für das Album Escape - Irland - 2008: für das Album Greatest Hits - Kanada - 2015: für die Single Bailando - 2021: für die Single Súbeme la radio - 2021: für die Single El perdón - Mexiko - 2023: für die Single Duele el Corazón - Neuseeland - 2000: für das Album Enrique - Niederlande - 2014: für die Single Bailando - Polen - 2000: für das Album Enrique - Schweden - 2017: für die Single Súbeme la radio - Schweiz - 2002: für das Album Escape - Spanien - 1997: für das Album Vivir - 2014: für die Single Noche y de día - 2018: für die Single El Baño - 2024: für die Single Loco - 2024: für die Single Cuando me enamoro - 2024: für die Single Asi Es La Vida - Ungarn - 2022: für das Album Final (Vol. 1) - Uruguay - 1999: für das Album Cosas del Amor - Vereinigte Staaten - 2008: für das Album Enrique Iglesias: 95/08 Éxitos - 2011: für die Single Tonight (I’m Lovin’ You) - 2011: für das Album Euphoria - 2015: für das Album Sex and Love - Vereinigtes Königreich - 2013: für das Album Greatest Hits - 2018: für die Single Hero | - Mexiko - 2020: für die Autorenbeteiligung Dance Again (Jennifer Lopez) - Brasilien - 2022: für die Single Súbeme la radio - Chile - 2014: für das Album Sex and Love - 2017: für die Single Duele el Corazón - Dänemark - 2019: für das Album Enrique - Ecuador - 2015: für das Album Sex and Love - Kanada - 2012: für die Single I Like It - 2012: für die Single Tonight (I’m Lovin’ You) - Mexiko - 2016: für das Album Sex and Love - Peru - 2014: für das Album Sex and Love - Schweden - 2017: für die Single Duele el Corazón - 2017: für die Single Don’t You Need Somebody - Schweiz - 2017: für die Single El perdón - Vereinigte Staaten - 2002: für das Album Escape - 2011: für die Single I Like It - 2024: für die Single Asi Es La Vida (Latin) - Mexiko - 2016: für die Single Bailando - 2022: für die Single El baño - Australien - 2015: für die Single I Like It - Polen - 2020: für die Single Súbeme la radio - Russland - 2008: für das Album Insomniac - Schweiz - 2018: für die Single Súbeme la radio - Spanien - 1996: für das Album Enrique Iglesias - 2000: für das Album Enrique - 2014: für das Streaming Bailando - Vereinigte Staaten - 2002: für das Album Quizás (Latin) - 2017: für die Single Súbeme la radio (Latin) - 2017: für die Single Bailando - Australien - 2003: für das Album Escape - Italien - 2018: für die Single Súbeme la radio - Kanada - 2002: für das Album Enrique - 2002: für das Album Escape - Spanien - 2017: für die Single Súbeme la radio - Vereinigtes Königreich - 2016: für das Album Escape - Italien - 2016: für die Single Duele el Corazón - Spanien - 2016: für die Single El perdón - 2017: für die Single Duele el corazón - Schweden - 2017: für die Single El perdón - Vereinigte Staaten - 2021: für das Album Final (Vol. 1) (Latin)- - Italien - 2018: für die Single El perdón - Spanien - 2016: für die Single Bailando - Italien - 2019: für die Single Bailando - Vereinigte Staaten - 2017: für die Single Duele el Corazón - Vereinigte Staaten - 2017: für die Single El perdón - Brasilien - 2022: für die Single Duele el Corazón - Frankreich - 2016: für die Single Duele el Corazón - 2022: für die Single Súbeme la radio - Mexiko - 2015: für das Album Sex and Love - 2023: für die Single Súbeme la radio - 2023: für die Single Duele el Corazón - Polen - 2016: für die Single Duele el Corazón - Brasilien - 2024: für die Single Bailando - Mexiko - 2016: für die Single Loco - 2024: für die Single El perdón - Polen - 2017: für die Single El perdón - Mexiko - 2016: für die Single Bailando - Mexiko - 2016: für die Single El Perdedor |

## Auszeichnungen nach Alben

### Enrique Iglesias
| Land/Region               | Auszeichnungen für Musikverkäufe (Land/Region, Auszeichnung, Verkäufe) | Verkäufe  |
| ------------------------- | ---------------------------------------------------------------------- | --------- |
| Brasilien (PMB)           | Gold                                                                   | 100.000   |
| Mexiko (AMPROFON)         | Gold                                                                   | 100.000   |
| Portugal (AFP)            | Platin                                                                 | 15.000    |
| Spanien (Promusicae)      | 4× Platin                                                              | 400.000   |
| Vereinigte Staaten (RIAA) | Platin                                                                 | 1.000.000 |
| Insgesamt                 | 2× Gold · 6× Platin ·                                                  | 1.615.000 |

### Vivir
| Land/Region               | Auszeichnungen für Musikverkäufe (Land/Region, Auszeichnung, Verkäufe) | Verkäufe  |
| ------------------------- | ---------------------------------------------------------------------- | --------- |
| Brasilien (PMB)           | Gold                                                                   | 100.000   |
| Spanien (Promusicae)      | 2× Platin                                                              | 200.000   |
| Taiwan (RIT)              | Platin                                                                 | 50.000    |
| Vereinigte Staaten (RIAA) | Platin                                                                 | 1.000.000 |
| Insgesamt                 | 1× Gold · 4× Platin ·                                                  | 1.350.000 |

### Cosas del Amor
| Land/Region               | Auszeichnungen für Musikverkäufe (Land/Region, Auszeichnung, Verkäufe) | Verkäufe |
| ------------------------- | ---------------------------------------------------------------------- | -------- |
| Mexiko (AMPROFON)         | Platin                                                                 | 150.000  |
| Spanien (Promusicae)      | Platin                                                                 | 100.000  |
| Uruguay (CUD)             | 2× Platin                                                              | 12.000   |
| Vereinigte Staaten (RIAA) | Gold                                                                   | 500.000  |
| Insgesamt                 | 1× Gold · 4× Platin ·                                                  | 762.000  |

### Bailamos: Greatest Hits
| Land/Region               | Auszeichnungen für Musikverkäufe (Land/Region, Auszeichnung, Verkäufe) | Verkäufe |
| ------------------------- | ---------------------------------------------------------------------- | -------- |
| Vereinigte Staaten (RIAA) | Gold                                                                   | 500.000  |
| Insgesamt                 | 1× Gold ·                                                              | 500.000  |

### Enrique
| Land/Region                  | Auszeichnungen für Musikverkäufe (Land/Region, Auszeichnung, Verkäufe) | Verkäufe  |
| ---------------------------- | ---------------------------------------------------------------------- | --------- |
| Argentinien (CAPIF)          | 2× Platin                                                              | 120.000   |
| Australien (ARIA)            | Platin                                                                 | 70.000    |
| Dänemark (IFPI)              | 3× Platin                                                              | (60.000)  |
| Deutschland (BVMI)           | Platin                                                                 | (300.000) |
| Europa (IFPI)                | 2× Platin                                                              | 2.000.000 |
| Frankreich (SNEP)            | Gold                                                                   | (100.000) |
| Italien (FIMI)               | Platin                                                                 | (100.000) |
| Kanada (MC)                  | 5× Platin                                                              | 500.000   |
| Neuseeland (RMNZ)            | 2× Platin                                                              | 30.000    |
| Norwegen (IFPI)              | Gold                                                                   | (25.000)  |
| Österreich (IFPI)            | Gold                                                                   | (25.000)  |
| Polen (ZPAV)                 | 2× Platin                                                              | (200.000) |
| Schweiz (IFPI)               | Platin                                                                 | (50.000)  |
| Spanien (Promusicae)         | 4× Platin                                                              | (400.000) |
| Ungarn (MAHASZ)              | Gold                                                                   | (25.000)  |
| Vereinigte Staaten (RIAA)    | Platin                                                                 | 1.000.000 |
| Vereinigtes Königreich (BPI) | Gold                                                                   | (100.000) |
| Insgesamt                    | 5× Gold · 25× Platin ·                                                 | 3.720.000 |

### The Best Hits
| Land/Region               | Auszeichnungen für Musikverkäufe (Land/Region, Auszeichnung, Verkäufe) | Verkäufe |
| ------------------------- | ---------------------------------------------------------------------- | -------- |
| Vereinigte Staaten (RIAA) | Gold                                                                   | 500.000  |
| Insgesamt                 | 1× Gold ·                                                              | 500.000  |

### Escape
| Land/Region                  | Auszeichnungen für Musikverkäufe (Land/Region, Auszeichnung, Verkäufe) | Verkäufe    |
| ---------------------------- | ---------------------------------------------------------------------- | ----------- |
| Argentinien (CAPIF)          | Platin                                                                 | 40.000      |
| Australien (ARIA)            | 5× Platin                                                              | 350.000     |
| Belgien (BRMA)               | Gold                                                                   | 25.000      |
| Dänemark (IFPI)              | Gold                                                                   | 25.000      |
| Deutschland (BVMI)           | Platin                                                                 | 300.000     |
| Europa (IFPI)                | 2× Platin                                                              | (2.000.000) |
| Griechenland (IFPI)          | Gold                                                                   | 15.000      |
| Kanada (MC)                  | 5× Platin                                                              | 500.000     |
| Mexiko (AMPROFON)            | Gold                                                                   | 75.000      |
| Neuseeland (RMNZ)            | Platin                                                                 | 15.000      |
| Niederlande (NVPI)           | Platin                                                                 | 80.000      |
| Norwegen (IFPI)              | Gold                                                                   | 20.000      |
| Österreich (IFPI)            | Gold                                                                   | 20.000      |
| Polen (ZPAV)                 | Gold                                                                   | 35.000      |
| Schweden (IFPI)              | Gold                                                                   | 30.000      |
| Schweiz (IFPI)               | 2× Platin                                                              | 80.000      |
| Spanien (Promusicae)         | Platin                                                                 | 100.000     |
| Südafrika (RISA)             | Gold                                                                   | 25.000      |
| Vereinigte Staaten (RIAA)    | 3× Platin                                                              | 3.500.000   |
| Vereinigtes Königreich (BPI) | 5× Platin                                                              | 1.500.000   |
| Insgesamt                    | 9× Gold · 27× Platin ·                                                 | 6.735.000   |

### Quizás
| Land/Region               | Auszeichnungen für Musikverkäufe (Land/Region, Auszeichnung, Verkäufe) | Verkäufe  |
| ------------------------- | ---------------------------------------------------------------------- | --------- |
| Argentinien (CAPIF)       | Gold                                                                   | 20.000    |
| Kolumbien (ASINCOL)       | Gold                                                                   | 20.000    |
| Spanien (Promusicae)      | Platin                                                                 | 100.000   |
| Vereinigte Staaten (RIAA) | Gold                                                                   | 500.000   |
| Vereinigte Staaten (RIAA) | 4× Platin (Latin)                                                      | (240.000) |
| Insgesamt                 | 3× Gold · 5× Platin ·                                                  | 640.000   |

### 7
| Land/Region                  | Auszeichnungen für Musikverkäufe (Land/Region, Auszeichnung, Verkäufe) | Verkäufe |
| ---------------------------- | ---------------------------------------------------------------------- | -------- |
| Australien (ARIA)            | Platin                                                                 | 70.000   |
| Kanada (MC)                  | Platin                                                                 | 100.000  |
| Russland (NFPF)              | Gold                                                                   | 10.000   |
| Schweiz (IFPI)               | Gold                                                                   | 20.000   |
| Spanien (Promusicae)         | Gold                                                                   | 50.000   |
| Vereinigtes Königreich (BPI) | Gold                                                                   | 100.000  |
| Insgesamt                    | 4× Gold · 2× Platin ·                                                  | 350.000  |

### Insomniac
| Land/Region                  | Auszeichnungen für Musikverkäufe (Land/Region, Auszeichnung, Verkäufe) | Verkäufe |
| ---------------------------- | ---------------------------------------------------------------------- | -------- |
| Irland (IRMA)                | Platin                                                                 | 15.000   |
| Niederlande (NVPI)           | Gold                                                                   | 35.000   |
| Polen (ZPAV)                 | Gold                                                                   | 10.000   |
| Russland (NFPF)              | 4× Platin                                                              | 80.000   |
| Vereinigtes Königreich (BPI) | Gold                                                                   | 100.000  |
| Insgesamt                    | 3× Gold · 5× Platin ·                                                  | 255.000  |

### Enrique Iglesias: 95/08 Éxitos
| Land/Region               | Auszeichnungen für Musikverkäufe (Land/Region, Auszeichnung, Verkäufe) | Verkäufe |
| ------------------------- | ---------------------------------------------------------------------- | -------- |
| Argentinien (CAPIF)       | Gold                                                                   | 20.000   |
| Mexiko (AMPROFON)         | Gold                                                                   | 40.000   |
| Russland (NFPF)           | Platin                                                                 | 20.000   |
| Vereinigte Staaten (RIAA) | 2× Platin                                                              | 120.000  |
| Insgesamt                 | 2× Gold · 3× Platin ·                                                  | 200.000  |

### Greatest Hits
| Land/Region                  | Auszeichnungen für Musikverkäufe (Land/Region, Auszeichnung, Verkäufe) | Verkäufe  |
| ---------------------------- | ---------------------------------------------------------------------- | --------- |
| Belgien (BRMA)               | Gold                                                                   | (15.000)  |
| Europa (IFPI)                | Platin                                                                 | 1.000.000 |
| Frankreich (SNEP)            | Gold                                                                   | (100.000) |
| Golf-Kooperationsrat (IFPI)  | Platin                                                                 | 6.000     |
| Irland (IRMA)                | 2× Platin                                                              | (30.000)  |
| Niederlande (NVPI)           | Gold                                                                   | (30.000)  |
| Vereinigtes Königreich (BPI) | 2× Platin                                                              | (600.000) |
| Insgesamt                    | 3× Gold · 6× Platin ·                                                  | 1.006.000 |

### Euphoria
| Land/Region                  | Auszeichnungen für Musikverkäufe (Land/Region, Auszeichnung, Verkäufe) | Verkäufe |
| ---------------------------- | ---------------------------------------------------------------------- | -------- |
| Australien (ARIA)            | Gold                                                                   | 35.000   |
| Brasilien (PMB)              | Gold                                                                   | 20.000   |
| Chile (IFPI)                 | Platin                                                                 | 10.000   |
| Dänemark (IFPI)              | Gold                                                                   | 10.000   |
| Frankreich (SNEP)            | Gold                                                                   | 50.000   |
| Kanada (MC)                  | Gold                                                                   | 40.000   |
| Mexiko (AMPROFON)            | Platin                                                                 | 60.000   |
| Neuseeland (RMNZ)            | Gold                                                                   | 7.500    |
| Polen (ZPAV)                 | Gold                                                                   | 10.000   |
| Russland (NFPF)              | Gold                                                                   | 10.000   |
| Singapur (RIAS)              | Gold                                                                   | 5.000    |
| Spanien (Promusicae)         | Gold                                                                   | 30.000   |
| Vereinigte Staaten (RIAA)    | 2× Platin                                                              | 120.000  |
| Vereinigtes Königreich (BPI) | Gold                                                                   | 100.000  |
| Insgesamt                    | 11× Gold · 4× Platin ·                                                 | 507.500  |

### Sex and Love
| Land/Region                  | Auszeichnungen für Musikverkäufe (Land/Region, Auszeichnung, Verkäufe) | Verkäufe |
| ---------------------------- | ---------------------------------------------------------------------- | -------- |
| Argentinien (CAPIF)          | Platin                                                                 | 30.000   |
| Brasilien (PMB)              | Gold                                                                   | 20.000   |
| Chile (IFPI)                 | 3× Platin                                                              | 30.000   |
| Ecuador (SOPROFON)           | 3× Platin                                                              | 18.000   |
| Indien (IMI)                 | Platin                                                                 | 6.000    |
| Italien (FIMI)               | Gold                                                                   | 25.000   |
| Kolumbien (ASINCOL)          | Platin                                                                 | 10.000   |
| Mexiko (AMPROFON)            | Diamant · + 3× Platin                                                  | 480.000  |
| Österreich (IFPI)            | Gold                                                                   | 7.500    |
| Peru (UNIMPRO)               | 3× Platin                                                              | 18.000   |
| Polen (ZPAV)                 | Platin                                                                 | 20.000   |
| Portugal (AFP)               | Gold                                                                   | 7.500    |
| Singapur (RIAS)              | Gold                                                                   | 5.000    |
| Spanien (Promusicae)         | Platin                                                                 | 40.000   |
| Vereinigte Staaten (RIAA)    | 2× Platin                                                              | 120.000  |
| Vereinigtes Königreich (BPI) | Silber                                                                 | 60.000   |
| Insgesamt                    | 1× Silber · 5× Gold · 19× Platin · 1× Diamant ·                        | 889.500  |

### Final (Vol. 1)
| Land/Region               | Auszeichnungen für Musikverkäufe (Land/Region, Auszeichnung, Verkäufe) | Verkäufe |
| ------------------------- | ---------------------------------------------------------------------- | -------- |
| Kanada (MC)               | Gold                                                                   | 40.000   |
| Mexiko (AMPROFON)         | Platin                                                                 | 140.000  |
| Polen (ZPAV)              | Platin                                                                 | 20.000   |
| Ungarn (MAHASZ)           | 2× Platin                                                              | 8.000    |
| Vereinigte Staaten (RIAA) | 6× Platin                                                              | 360.000  |
| Insgesamt                 | 1× Gold · 10× Platin ·                                                 | 568.000  |

### Final (Vol. 2)
| Land/Region               | Auszeichnungen für Musikverkäufe (Land/Region, Auszeichnung, Verkäufe) | Verkäufe |
| ------------------------- | ---------------------------------------------------------------------- | -------- |
| Vereinigte Staaten (RIAA) | Gold                                                                   | 30.000   |
| Insgesamt                 | 1× Gold ·                                                              | 30.000   |

## Auszeichnungen nach Singles

### Si tú te vas
| Land/Region    | Auszeichnungen für Musikverkäufe (Land/Region, Auszeichnung, Verkäufe) | Verkäufe |
| -------------- | ---------------------------------------------------------------------- | -------- |
| Belgien (BRMA) | Gold                                                                   | 25.000   |
| Insgesamt      | 1× Gold ·                                                              | 25.000   |

### Bailamos
| Land/Region                  | Auszeichnungen für Musikverkäufe (Land/Region, Auszeichnung, Verkäufe) | Verkäufe |
| ---------------------------- | ---------------------------------------------------------------------- | -------- |
| Australien (ARIA)            | Gold                                                                   | 35.000   |
| Belgien (BRMA)               | Gold                                                                   | 25.000   |
| Frankreich (SNEP)            | Silber                                                                 | 125.000  |
| Neuseeland (RMNZ)            | Gold                                                                   | 5.000    |
| Norwegen (IFPI)              | Gold                                                                   | 10.000   |
| Russland (NFPF)              | Gold                                                                   | 100.000  |
| Schweden (IFPI)              | Platin                                                                 | 30.000   |
| Spanien (Promusicae)         | Gold                                                                   | 25.000   |
| Vereinigtes Königreich (BPI) | Gold                                                                   | 400.000  |
| Insgesamt                    | 1× Silber · 7× Gold · 1× Platin ·                                      | 755.000  |

### Be with You
| Land/Region     | Auszeichnungen für Musikverkäufe (Land/Region, Auszeichnung, Verkäufe) | Verkäufe |
| --------------- | ---------------------------------------------------------------------- | -------- |
| Schweden (IFPI) | Gold                                                                   | 15.000   |
| Insgesamt       | 1× Gold ·                                                              | 15.000   |

### Rhythm Divine
| Land/Region       | Auszeichnungen für Musikverkäufe (Land/Region, Auszeichnung, Verkäufe) | Verkäufe |
| ----------------- | ---------------------------------------------------------------------- | -------- |
| Neuseeland (RMNZ) | Gold                                                                   | 5.000    |
| Insgesamt         | 1× Gold ·                                                              | 5.000    |

### Could I Have This Kiss Forever
| Land/Region        | Auszeichnungen für Musikverkäufe (Land/Region, Auszeichnung, Verkäufe) | Verkäufe |
| ------------------ | ---------------------------------------------------------------------- | -------- |
| Australien (ARIA)  | Gold                                                                   | 35.000   |
| Belgien (BRMA)     | Gold                                                                   | 25.000   |
| Deutschland (BVMI) | Gold                                                                   | 250.000  |
| Frankreich (SNEP)  | Silber                                                                 | 125.000  |
| Neuseeland (RMNZ)  | Gold                                                                   | 5.000    |
| Schweden (IFPI)    | Platin                                                                 | 30.000   |
| Schweiz (IFPI)     | Gold                                                                   | 25.000   |
| Insgesamt          | 1× Silber · 5× Gold · 1× Platin ·                                      | 495.000  |

### Hero
| Land/Region                  | Auszeichnungen für Musikverkäufe (Land/Region, Auszeichnung, Verkäufe) | Verkäufe  |
| ---------------------------- | ---------------------------------------------------------------------- | --------- |
| Australien (ARIA)            | 2× Platin                                                              | 140.000   |
| Belgien (BRMA)               | Gold                                                                   | 25.000    |
| Dänemark (IFPI)              | Platin                                                                 | 90.000    |
| Deutschland (BVMI)           | Gold                                                                   | 250.000   |
| Österreich (IFPI)            | Gold                                                                   | 15.000    |
| Neuseeland (RMNZ)            | Platin                                                                 | 30.000    |
| Niederlande (NVPI)           | Gold                                                                   | 40.000    |
| Norwegen (IFPI)              | Platin                                                                 | 10.000    |
| Schweden (IFPI)              | Platin                                                                 | 30.000    |
| Schweiz (IFPI)               | Platin                                                                 | 40.000    |
| Spanien (Promusicae)         | Gold                                                                   | 30.000    |
| Vereinigtes Königreich (BPI) | 2× Platin                                                              | 1.200.000 |
| Insgesamt                    | 5× Gold · 9× Platin ·                                                  | 1.900.000 |

### Escape
| Land/Region                  | Auszeichnungen für Musikverkäufe (Land/Region, Auszeichnung, Verkäufe) | Verkäufe |
| ---------------------------- | ---------------------------------------------------------------------- | -------- |
| Australien (ARIA)            | Platin                                                                 | 70.000   |
| Neuseeland (RMNZ)            | Gold                                                                   | 15.000   |
| Vereinigtes Königreich (BPI) | Gold                                                                   | 400.000  |
| Insgesamt                    | 2× Gold · 1× Platin ·                                                  | 485.000  |

### Don’t Turn Off the Lights
| Land/Region       | Auszeichnungen für Musikverkäufe (Land/Region, Auszeichnung, Verkäufe) | Verkäufe |
| ----------------- | ---------------------------------------------------------------------- | -------- |
| Australien (ARIA) | Gold                                                                   | 35.000   |
| Insgesamt         | 1× Gold ·                                                              | 35.000   |

### Not In Love
| Land/Region       | Auszeichnungen für Musikverkäufe (Land/Region, Auszeichnung, Verkäufe) | Verkäufe |
| ----------------- | ---------------------------------------------------------------------- | -------- |
| Australien (ARIA) | Gold                                                                   | 35.000   |
| Insgesamt         | 1× Gold ·                                                              | 35.000   |

### Do You Know? (The Ping Pong Song)
| Land/Region                  | Auszeichnungen für Musikverkäufe (Land/Region, Auszeichnung, Verkäufe) | Verkäufe |
| ---------------------------- | ---------------------------------------------------------------------- | -------- |
| Dänemark (IFPI)              | Gold                                                                   | 7.500    |
| Deutschland (BVMI)           | Gold                                                                   | 150.000  |
| Schweden (IFPI)              | Platin                                                                 | 20.000   |
| Vereinigtes Königreich (BPI) | Gold                                                                   | 400.000  |
| Insgesamt                    | 3× Gold · 1× Platin ·                                                  | 577.500  |

### Tired of Being Sorry
| Land/Region       | Auszeichnungen für Musikverkäufe (Land/Region, Auszeichnung, Verkäufe) | Verkäufe |
| ----------------- | ---------------------------------------------------------------------- | -------- |
| Belgien (BRMA)    | Gold                                                                   | 25.000   |
| Frankreich (SNEP) | Gold                                                                   | 360.000  |
| Insgesamt         | 2× Gold ·                                                              | 385.000  |

### Takin’ Back My Love
| Land/Region                  | Auszeichnungen für Musikverkäufe (Land/Region, Auszeichnung, Verkäufe) | Verkäufe |
| ---------------------------- | ---------------------------------------------------------------------- | -------- |
| Dänemark (IFPI)              | Gold                                                                   | 15.000   |
| Vereinigtes Königreich (BPI) | Silber                                                                 | 200.000  |
| Insgesamt                    | 1× Silber · 1× Gold ·                                                  | 215.000  |

### Cuando me enamoro
| Land/Region          | Auszeichnungen für Musikverkäufe (Land/Region, Auszeichnung, Verkäufe) | Verkäufe |
| -------------------- | ---------------------------------------------------------------------- | -------- |
| Brasilien (PMB)      | Gold                                                                   | 30.000   |
| Spanien (Promusicae) | 2× Platin                                                              | 120.000  |
| Insgesamt            | 1× Gold · 2× Platin ·                                                  | 150.000  |

### I Like It
| Land/Region                  | Auszeichnungen für Musikverkäufe (Land/Region, Auszeichnung, Verkäufe) | Verkäufe  |
| ---------------------------- | ---------------------------------------------------------------------- | --------- |
| Australien (ARIA)            | 4× Platin                                                              | 280.000   |
| Belgien (BRMA)               | Gold                                                                   | 15.000    |
| Brasilien (PMB)              | Gold                                                                   | 30.000    |
| Dänemark (IFPI)              | Gold                                                                   | 15.000    |
| Deutschland (BVMI)           | Gold                                                                   | 150.000   |
| Frankreich (SNEP)            | —                                                                      | 70.400    |
| Italien (FIMI)               | Gold                                                                   | 15.000    |
| Kanada (MC)                  | 3× Platin                                                              | 240.000   |
| Neuseeland (RMNZ)            | Platin                                                                 | 15.000    |
| Österreich (IFPI)            | Gold                                                                   | 15.000    |
| Schweiz (IFPI)               | Gold                                                                   | 15.000    |
| Spanien (Promusicae)         | Platin                                                                 | 40.000    |
| Vereinigte Staaten (RIAA)    | 3× Platin                                                              | 4.081.000 |
| Vereinigtes Königreich (BPI) | Platin                                                                 | 600.000   |
| Insgesamt                    | 7× Gold · 13× Platin ·                                                 | 5.581.400 |

### Heartbeat
| Land/Region                  | Auszeichnungen für Musikverkäufe (Land/Region, Auszeichnung, Verkäufe) | Verkäufe |
| ---------------------------- | ---------------------------------------------------------------------- | -------- |
| Australien (ARIA)            | 2× Platin                                                              | 140.000  |
| Dänemark (IFPI)              | Gold                                                                   | 15.000   |
| Italien (FIMI)               | Gold                                                                   | 15.000   |
| Neuseeland (RMNZ)            | Platin                                                                 | 15.000   |
| Vereinigtes Königreich (BPI) | Silber                                                                 | 200.000  |
| Insgesamt                    | 1× Silber · 2× Gold · 3× Platin ·                                      | 385.000  |

### Tonight (I’m Lovin’ You)
| Land/Region                  | Auszeichnungen für Musikverkäufe (Land/Region, Auszeichnung, Verkäufe) | Verkäufe  |
| ---------------------------- | ---------------------------------------------------------------------- | --------- |
| Australien (ARIA)            | 2× Platin                                                              | 140.000   |
| Dänemark (IFPI)              | Gold                                                                   | 15.000    |
| Deutschland (BVMI)           | Gold                                                                   | 150.000   |
| Kanada (MC)                  | 3× Platin                                                              | 240.000   |
| Neuseeland (RMNZ)            | Platin                                                                 | 15.000    |
| Österreich (IFPI)            | Gold                                                                   | 15.000    |
| Schweden (IFPI)              | Gold                                                                   | 20.000    |
| Spanien (Promusicae)         | Gold                                                                   | 20.000    |
| Vereinigte Staaten (RIAA)    | 2× Platin                                                              | 2.000.000 |
| Vereinigtes Königreich (BPI) | Gold                                                                   | 400.000   |
| Insgesamt                    | 6× Gold · 8× Platin ·                                                  | 2.915.000 |

### Dirty Dancer
| Land/Region               | Auszeichnungen für Musikverkäufe (Land/Region, Auszeichnung, Verkäufe) | Verkäufe |
| ------------------------- | ---------------------------------------------------------------------- | -------- |
| Australien (ARIA)         | Platin                                                                 | 70.000   |
| Kanada (MC)               | Platin                                                                 | 80.000   |
| Vereinigte Staaten (RIAA) | Gold                                                                   | 500.000  |
| Insgesamt                 | 1× Gold · 2× Platin ·                                                  | 650.000  |

### I Like How It Feels
| Land/Region       | Auszeichnungen für Musikverkäufe (Land/Region, Auszeichnung, Verkäufe) | Verkäufe |
| ----------------- | ---------------------------------------------------------------------- | -------- |
| Australien (ARIA) | Gold                                                                   | 35.000   |
| Kanada (MC)       | Platin                                                                 | 80.000   |
| Mexiko (AMPROFON) | Gold                                                                   | 30.000   |
| Neuseeland (RMNZ) | Gold                                                                   | 7.500    |
| Insgesamt         | 3× Gold · 1× Platin ·                                                  | 152.500  |

### Finally Found You
| Land/Region               | Auszeichnungen für Musikverkäufe (Land/Region, Auszeichnung, Verkäufe) | Verkäufe |
| ------------------------- | ---------------------------------------------------------------------- | -------- |
| Brasilien (PMB)           | Gold                                                                   | 30.000   |
| Vereinigte Staaten (RIAA) | Gold                                                                   | 500.000  |
| Insgesamt                 | 2× Gold ·                                                              | 530.000  |

### Loco
| Land/Region               | Auszeichnungen für Musikverkäufe (Land/Region, Auszeichnung, Verkäufe) | Verkäufe |
| ------------------------- | ---------------------------------------------------------------------- | -------- |
| Mexiko (AMPROFON)         | 2× Diamant                                                             | 600.000  |
| Spanien (Promusicae)      | 2× Platin                                                              | 120.000  |
| Vereinigte Staaten (RIAA) | —                                                                      | 61.000   |
| Insgesamt                 | 2× Platin · 2× Diamant ·                                               | 781.000  |

### El Perdedor
| Land/Region               | Auszeichnungen für Musikverkäufe (Land/Region, Auszeichnung, Verkäufe) | Verkäufe  |
| ------------------------- | ---------------------------------------------------------------------- | --------- |
| Brasilien (PMB)           | Platin                                                                 | 60.000    |
| Mexiko (AMPROFON)         | 6× Diamant · + Platin                                                  | 1.860.000 |
| Spanien (Promusicae)      | Gold                                                                   | 30.000    |
| Vereinigte Staaten (RIAA) | —                                                                      | 98.000    |
| Insgesamt                 | 1× Gold · 2× Platin · 6× Diamant ·                                     | 2.048.000 |

### I’m a Freak
| Land/Region                  | Auszeichnungen für Musikverkäufe (Land/Region, Auszeichnung, Verkäufe) | Verkäufe |
| ---------------------------- | ---------------------------------------------------------------------- | -------- |
| Mexiko (AMPROFON)            | Gold                                                                   | 30.000   |
| Vereinigtes Königreich (BPI) | Silber                                                                 | 200.000  |
| Insgesamt                    | 1× Silber · 1× Gold ·                                                  | 230.000  |

### Bailando
| Land/Region                  | Auszeichnungen für Musikverkäufe (Land/Region, Auszeichnung, Verkäufe) | Verkäufe  |
| ---------------------------- | ---------------------------------------------------------------------- | --------- |
| Belgien (BRMA)               | Platin                                                                 | 30.000    |
| Brasilien (PMB)              | 2× Diamant                                                             | 500.000   |
| Dänemark (IFPI)              | Platin                                                                 | 90.000    |
| Deutschland (BVMI)           | Gold                                                                   | 150.000   |
| Frankreich (SNEP)            | —                                                                      | 30.000    |
| Italien (FIMI)               | 9× Platin                                                              | 450.000   |
| Kanada (MC)                  | 2× Platin                                                              | 160.000   |
| Mexiko (AMPROFON)            | 5× Diamant · + 7× Gold                                                 | 1.710.000 |
| Neuseeland (RMNZ)            | Platin                                                                 | 30.000    |
| Niederlande (NVPI)           | 2× Platin                                                              | 60.000    |
| Portugal (AFP)               | Gold                                                                   | 5.000     |
| Schweden (IFPI)              | Platin                                                                 | 40.000    |
| Schweiz (IFPI)               | Platin                                                                 | 30.000    |
| Spanien (Promusicae)         | 8× Platin                                                              | 320.000   |
| Vereinigte Staaten (RIAA)    | 4× Platin                                                              | 4.000.000 |
| Vereinigtes Königreich (BPI) | Platin                                                                 | 600.000   |
| Insgesamt                    | 3× Gold · 34× Platin · 7× Diamant ·                                    | 8.205.000 |

### Noche y de día
| Land/Region          | Auszeichnungen für Musikverkäufe (Land/Region, Auszeichnung, Verkäufe) | Verkäufe |
| -------------------- | ---------------------------------------------------------------------- | -------- |
| Italien (FIMI)       | Gold                                                                   | 25.000   |
| Spanien (Promusicae) | 2× Platin                                                              | 80.000   |
| Insgesamt            | 1× Gold · 2× Platin ·                                                  | 105.000  |

### El perdón
| Land/Region                  | Auszeichnungen für Musikverkäufe (Land/Region, Auszeichnung, Verkäufe) | Verkäufe  |
| ---------------------------- | ---------------------------------------------------------------------- | --------- |
| Belgien (BRMA)               | Platin                                                                 | 30.000    |
| Dänemark (IFPI)              | Gold                                                                   | 45.000    |
| Deutschland (BVMI)           | 3× Gold                                                                | 600.000   |
| Frankreich (SNEP)            | Gold                                                                   | 298.000   |
| Italien (FIMI)               | 8× Platin                                                              | 400.000   |
| Kanada (MC)                  | 2× Platin                                                              | 160.000   |
| Mexiko (AMPROFON)            | 2× Diamant · + Gold                                                    | 630.000   |
| Niederlande (NVPI)           | Platin                                                                 | 30.000    |
| Österreich (IFPI)            | Gold                                                                   | 15.000    |
| Polen (ZPAV)                 | 3× Diamant                                                             | 300.000   |
| Schweden (IFPI)              | 6× Platin                                                              | 240.000   |
| Schweiz (IFPI)               | 3× Platin                                                              | 60.000    |
| Spanien (Promusicae)         | 6× Platin                                                              | 240.000   |
| Vereinigte Staaten (RIAA)    | 27× Platin                                                             | 1.620.000 |
| Vereinigtes Königreich (BPI) | Silber                                                                 | 200.000   |
| Insgesamt                    | 1× Silber · 5× Gold · 35× Platin · 7× Diamant ·                        | 4.888.000 |

### Messin’ Around
| Land/Region               | Auszeichnungen für Musikverkäufe (Land/Region, Auszeichnung, Verkäufe) | Verkäufe |
| ------------------------- | ---------------------------------------------------------------------- | -------- |
| Vereinigte Staaten (RIAA) | Gold                                                                   | 500.000  |
| Insgesamt                 | 1× Gold ·                                                              | 500.000  |

### Duele el corazón
| Land/Region                  | Auszeichnungen für Musikverkäufe (Land/Region, Auszeichnung, Verkäufe) | Verkäufe  |
| ---------------------------- | ---------------------------------------------------------------------- | --------- |
| Belgien (BRMA)               | Platin                                                                 | 30.000    |
| Brasilien (PMB)              | Diamant                                                                | 250.000   |
| Chile (IFPI)                 | 3× Platin                                                              | 240.000   |
| Dänemark (IFPI)              | Gold                                                                   | 45.000    |
| Deutschland (BVMI)           | Gold                                                                   | 200.000   |
| Frankreich (SNEP)            | Diamant                                                                | 233.333   |
| Italien (FIMI)               | 6× Platin                                                              | 300.000   |
| Kanada (MC)                  | Platin                                                                 | 80.000    |
| Mexiko (AMPROFON)            | Diamant · + 2× Platin                                                  | 420.000   |
| Österreich (IFPI)            | Gold                                                                   | 15.000    |
| Polen (ZPAV)                 | Diamant                                                                | 100.000   |
| Portugal (AFP)               | Platin                                                                 | 10.000    |
| Schweden (IFPI)              | 3× Platin                                                              | 120.000   |
| Spanien (Promusicae)         | 6× Platin                                                              | 240.000   |
| Vereinigte Staaten (RIAA)    | 12× Platin                                                             | 720.000   |
| Vereinigtes Königreich (BPI) | Silber                                                                 | 200.000   |
| Insgesamt                    | 1× Silber · 3× Gold · 25× Platin · 5× Diamant ·                        | 3.203.333 |

### Don’t You Need Somebody
| Land/Region     | Auszeichnungen für Musikverkäufe (Land/Region, Auszeichnung, Verkäufe) | Verkäufe |
| --------------- | ---------------------------------------------------------------------- | -------- |
| Schweden (IFPI) | 3× Platin                                                              | 120.000  |
| Schweiz (IFPI)  | Gold                                                                   | 10.000   |
| Insgesamt       | 1× Gold · 3× Platin ·                                                  | 130.000  |

### Súbeme la radio
| Land/Region                  | Auszeichnungen für Musikverkäufe (Land/Region, Auszeichnung, Verkäufe) | Verkäufe  |
| ---------------------------- | ---------------------------------------------------------------------- | --------- |
| Belgien (BRMA)               | Platin                                                                 | 30.000    |
| Brasilien (PMB)              | 3× Platin                                                              | 120.000   |
| Dänemark (IFPI)              | Platin                                                                 | 90.000    |
| Deutschland (BVMI)           | Platin                                                                 | 400.000   |
| Frankreich (SNEP)            | Diamant                                                                | 333.333   |
| Italien (FIMI)               | 5× Platin                                                              | 250.000   |
| Kanada (MC)                  | 2× Platin                                                              | 160.000   |
| Mexiko (AMPROFON)            | Diamant · + Gold                                                       | 330.000   |
| Norwegen (IFPI)              | Platin                                                                 | 60.000    |
| Österreich (IFPI)            | Platin                                                                 | 30.000    |
| Polen (ZPAV)                 | 4× Platin                                                              | 80.000    |
| Portugal (AFP)               | Platin                                                                 | 10.000    |
| Schweden (IFPI)              | 2× Platin                                                              | 80.000    |
| Schweiz (IFPI)               | 4× Platin                                                              | 80.000    |
| Spanien (Promusicae)         | 5× Platin                                                              | 200.000   |
| Vereinigte Staaten (RIAA)    | 4× Platin                                                              | 240.000   |
| Vereinigtes Königreich (BPI) | Platin                                                                 | 600.000   |
| Insgesamt                    | 1× Gold · 36× Platin · 2× Diamant ·                                    | 3.093.333 |

### El Baño
| Land/Region          | Auszeichnungen für Musikverkäufe (Land/Region, Auszeichnung, Verkäufe) | Verkäufe |
| -------------------- | ---------------------------------------------------------------------- | -------- |
| Italien (FIMI)       | Gold                                                                   | 25.000   |
| Kanada (MC)          | Gold                                                                   | 40.000   |
| Mexiko (AMPROFON)    | 7× Gold                                                                | 210.000  |
| Polen (ZPAV)         | Platin                                                                 | 20.000   |
| Schweiz (IFPI)       | Gold                                                                   | 10.000   |
| Spanien (Promusicae) | 2× Platin                                                              | 80.000   |
| Insgesamt            | 4× Gold · 6× Platin ·                                                  | 385.000  |

### Move to Miami
| Land/Region       | Auszeichnungen für Musikverkäufe (Land/Region, Auszeichnung, Verkäufe) | Verkäufe |
| ----------------- | ---------------------------------------------------------------------- | -------- |
| Kanada (MC)       | Gold                                                                   | 40.000   |
| Mexiko (AMPROFON) | Gold                                                                   | 30.000   |
| Insgesamt         | 2× Gold ·                                                              | 70.000   |

### Nos Fuimos Lejos
| Land/Region               | Auszeichnungen für Musikverkäufe (Land/Region, Auszeichnung, Verkäufe) | Verkäufe |
| ------------------------- | ---------------------------------------------------------------------- | -------- |
| Vereinigte Staaten (RIAA) | Platin                                                                 | 60.000   |
| Insgesamt                 | 1× Platin ·                                                            | 60.000   |

### Fútbol y Rumba
| Land/Region          | Auszeichnungen für Musikverkäufe (Land/Region, Auszeichnung, Verkäufe) | Verkäufe |
| -------------------- | ---------------------------------------------------------------------- | -------- |
| Spanien (Promusicae) | Platin                                                                 | 60.000   |
| Insgesamt            | 1× Platin ·                                                            | 60.000   |

### Me pasé
| Land/Region          | Auszeichnungen für Musikverkäufe (Land/Region, Auszeichnung, Verkäufe) | Verkäufe |
| -------------------- | ---------------------------------------------------------------------- | -------- |
| Mexiko (AMPROFON)    | Gold                                                                   | 70.000   |
| Spanien (Promusicae) | Gold                                                                   | 30.000   |
| Polen (ZPAV)         | Gold                                                                   | 25.000   |
| Insgesamt            | 3× Gold ·                                                              | 125.000  |

### Asi Es La Vida
| Land/Region               | Auszeichnungen für Musikverkäufe (Land/Region, Auszeichnung, Verkäufe) | Verkäufe |
| ------------------------- | ---------------------------------------------------------------------- | -------- |
| Spanien (Promusicae)      | 2× Platin                                                              | 120.000  |
| Vereinigte Staaten (RIAA) | 3× Platin                                                              | 180.000  |
| Insgesamt                 | 5× Platin ·                                                            | 300.000  |

### Fría (Remix)
| Land/Region          | Auszeichnungen für Musikverkäufe (Land/Region, Auszeichnung, Verkäufe) | Verkäufe |
| -------------------- | ---------------------------------------------------------------------- | -------- |
| Spanien (Promusicae) | Gold                                                                   | 30.000   |
| Insgesamt            | 1× Gold ·                                                              | 30.000   |

## Auszeichnungen nach Autorenbeteiligungen und Produktionen

### First Day of My Life(Melanie C)
| Land/Region        | Auszeichnungen für Musikverkäufe (Land/Region, Auszeichnung, Verkäufe) | Verkäufe |
| ------------------ | ---------------------------------------------------------------------- | -------- |
| Deutschland (BVMI) | Platin                                                                 | 300.000  |
| Schweiz (IFPI)     | Gold                                                                   | 20.000   |
| Insgesamt          | 1× Gold · 1× Platin ·                                                  | 320.000  |

### Dance Again(Jennifer Lopezfeat.Pitbull)
| Land/Region               | Auszeichnungen für Musikverkäufe (Land/Region, Auszeichnung, Verkäufe) | Verkäufe  |
| ------------------------- | ---------------------------------------------------------------------- | --------- |
| Australien (ARIA)         | Platin                                                                 | 70.000    |
| Belgien (BRMA)            | Gold                                                                   | 15.000    |
| Dänemark (IFPI)           | Gold                                                                   | 15.000    |
| Deutschland (BVMI)        | Platin                                                                 | 300.000   |
| Finnland (IFPI)           | Gold                                                                   | 5.440     |
| Frankreich (SNEP)         | —                                                                      | 51.200    |
| Italien (FIMI)            | Platin                                                                 | 30.000    |
| Kanada (MC)               | Platin                                                                 | 80.000    |
| Mexiko (AMPROFON)         | 5× Gold                                                                | 150.000   |
| Österreich (IFPI)         | Gold                                                                   | 15.000    |
| Schweden (IFPI)           | Platin                                                                 | 40.000    |
| Spanien (Promusicae)      | Gold                                                                   | 20.000    |
| Vereinigte Staaten (RIAA) | Platin                                                                 | 1.200.000 |
| Insgesamt                 | 6× Gold · 8× Platin ·                                                  | 1.991.640 |

## Auszeichnungen nach Musikstreamings

### Loco
| Land/Region          | Auszeichnungen für Musikverkäufe (Land/Region, Auszeichnung, Verkäufe) | Verkäufe  |
| -------------------- | ---------------------------------------------------------------------- | --------- |
| Spanien (Promusicae) | Platin                                                                 | 8.000.000 |
| Insgesamt            | 1× Platin ·                                                            | 8.000.000 |

### Bailando
| Land/Region          | Auszeichnungen für Musikverkäufe (Land/Region, Auszeichnung, Verkäufe) | Verkäufe   |
| -------------------- | ---------------------------------------------------------------------- | ---------- |
| Spanien (Promusicae) | 4× Platin                                                              | 32.000.000 |
| Insgesamt            | 4× Platin ·                                                            | 32.000.000 |

### Noche y de día
| Land/Region          | Auszeichnungen für Musikverkäufe (Land/Region, Auszeichnung, Verkäufe) | Verkäufe  |
| -------------------- | ---------------------------------------------------------------------- | --------- |
| Spanien (Promusicae) | Platin                                                                 | 8.000.000 |
| Insgesamt            | 1× Platin ·                                                            | 8.000.000 |

## Statistik und Quellen
| Land/RegionAuszeichnungen für Musikverkäufe (Land/Region, Auszeichnungen, Verkäufe, Quellen) | Silber     | Gold         | Platin         | Diamant       | Verkäufe    | Quellen                                                        |
| -------------------------------------------------------------------------------------------- | ---------- | ------------ | -------------- | ------------- | ----------- | -------------------------------------------------------------- |
| Argentinien (CAPIF)                                                                          | —          | 2× Gold2     | 4× Platin4     | —             | 230.000     | capif.org.ar AR2                                               |
| Australien (ARIA)                                                                            | —          | 6× Gold6     | 20× Platin20   | —             | 1.610.000   | aria.com.au                                                    |
| Belgien (BRMA)                                                                               | —          | 9× Gold9     | 4× Platin4     | —             | 315.000     | ultratop.be                                                    |
| Brasilien (PMB)                                                                              | —          | 7× Gold7     | 4× Platin4     | 3× Diamant3   | 1.260.000   | pro-musicabr.org.br                                            |
| Chile (IFPI)                                                                                 | —          | —            | 7× Platin7     | —             | 280.000     | profovi.cl                                                     |
| Dänemark (IFPI)                                                                              | —          | 10× Gold10   | 6× Platin6     | —             | 537.500     | ifpi.dk                                                        |
| Deutschland (BVMI)                                                                           | —          | 8× Gold8     | 6× Platin6     | —             | 3.700.000   | musikindustrie.de                                              |
| Ecuador (SOPROFON)                                                                           | —          | —            | 3× Platin3     | —             | 18.000      | Einzelnachweise                                                |
| Europa (IFPI)                                                                                | —          | —            | 5× Platin5     | —             | (5.000.000) | ifpi.org (Memento vom 1. Januar 2014 im Internet Archive)      |
| Finnland (IFPI)                                                                              | —          | Gold1        | —              | —             | 5.440       | ifpi.fi                                                        |
| Frankreich (SNEP)                                                                            | 2× Silber2 | 5× Gold5     | —              | 2× Diamant2   | 1.876.266   | infodisc.fr snepmusique.com                                    |
| Golf-Kooperationsrat (IFPI)                                                                  | —          | —            | Platin1        | —             | 6.000       | ifpi.org                                                       |
| Griechenland (IFPI)                                                                          | —          | Gold1        | —              | —             | 15.000      | ifpi.gr                                                        |
| Indien (IMI)                                                                                 | —          | —            | Platin1        | —             | 6.000       | Einzelnachweise                                                |
| Irland (IRMA)                                                                                | —          | —            | 3× Platin3     | —             | 45.000      | irishcharts.ie                                                 |
| Italien (FIMI)                                                                               | —          | 5× Gold5     | 30× Platin30   | —             | 1.635.000   | fimi.it                                                        |
| Kanada (MC)                                                                                  | —          | 4× Gold4     | 27× Platin27   | —             | 2.540.000   | musiccanada.com                                                |
| Kolumbien (ASINCOL)                                                                          | —          | Gold1        | Platin1        | —             | 30.000      | Einzelnachweise                                                |
| Mexiko (AMPROFON)                                                                            | —          | 12× Gold12   | 17× Platin17   | 18× Diamant18 | 7.085.000   | amprofon.com.mx                                                |
| Neuseeland (RMNZ)                                                                            | —          | 6× Gold6     | 8× Platin8     | —             | 195.000     | aotearoamusiccharts.co.nz NZ2                                  |
| Niederlande (NVPI)                                                                           | —          | 3× Gold3     | 4× Platin4     | —             | 275.000     | nvpi.nl                                                        |
| Norwegen (IFPI)                                                                              | —          | 3× Gold3     | 2× Platin2     | —             | 125.000     | ifpi.no (Memento vom 5. November 2012 im Internet Archive) NO2 |
| Österreich (IFPI)                                                                            | —          | 9× Gold9     | Platin1        | —             | 172.500     | ifpi.at                                                        |
| Peru (UNIMPRO)                                                                               | —          | —            | 3× Platin3     | —             | 18.000      | Einzelnachweise                                                |
| Polen (ZPAV)                                                                                 | —          | 4× Gold4     | 9× Platin9     | 4× Diamant4   | 820.000     | olis.pl                                                        |
| Portugal (AFP)                                                                               | —          | Gold1        | 3× Platin3     | —             | 40.000      | Einzelnachweise                                                |
| Russland (NFPF)                                                                              | —          | 3× Gold3     | 5× Platin5     | —             | 220.000     | 2m-online.ru                                                   |
| Schweden (IFPI)                                                                              | —          | 3× Gold3     | 20× Platin20   | —             | 815.000     | sverigetopplistan.se                                           |
| Schweiz (IFPI)                                                                               | —          | 6× Gold6     | 12× Platin12   | —             | 440.000     | hitparade.ch                                                   |
| Singapur (RIAS)                                                                              | —          | 2× Gold2     | —              | —             | 10.000      | rias.org.sg                                                    |
| Spanien (Promusicae)                                                                         | —          | 9× Gold9     | 57× Platin57   | —             | 3.225.000   | elportaldemusica.es promusicae.es                              |
| Südafrika (RISA)                                                                             | —          | Gold1        | —              | —             | 25.000      | mi2n.com                                                       |
| Taiwan (RIT)                                                                                 | —          | —            | Platin1        | —             | 50.000      | Einzelnachweise                                                |
| Ungarn (MAHASZ)                                                                              | —          | Gold1        | 2× Platin2     | —             | 33.000      | slagerlistak.hu                                                |
| Uruguay (CUD)                                                                                | —          | —            | 2× Platin2     | —             | 12.000      | cudisco.org                                                    |
| Vereinigte Staaten (RIAA)                                                                    | —          | 8× Gold8     | 49× Platin49   | 3× Diamant3   | 24.270.000  | riaa.com                                                       |
| Vereinigtes Königreich (BPI)                                                                 | 6× Silber6 | 8× Gold8     | 12× Platin12   | —             | 8.160.000   | bpi.co.uk                                                      |
| Insgesamt                                                                                    | 8× Silber8 | 138× Gold138 | 329× Platin329 | 30× Diamant30 |             |                                                                |